# Sam Anderson
Sam Anderson (Wahpeton (North Dakota), 2 april 1947) is een Amerikaans acteur.

## Biografie
Anderson heeft gestudeerd aan de University of North Dakota in Grand Forks. In de jaren zeventig was hij dramaleraar aan de Antelope Valley College in Lancaster (Californië).
Anderson is vanaf 1985 getrouwd, en is vader van een tweeling.

## Filmografie

### Films
Selectie:
- 2022 Where the Crawdads Sing - als Tate (in de jaren '70)
- 2016 Ouija: Origin of Evil - als mr. Browning
- 2014 Devil's Due - als Father Thomas
- 2011 Water for Elephants - als mr. Hyde
- 2002 Slackers - als Charles Patton
- 1998 The Pentagon Wars - als congreslid
- 1994 The Puppet Masters - als Culbertson
- 1994 Forrest Gump - als schoolhoofd
- 1992 Memoirs of an Invisible Man - als voorzitter Huis van Afgevaardigden
- 1988 Critters 2: The Main Course - als mr. Morgan
- 1987 La Bamba - als mr. Ludwig
- 1982 Airplane II: The Sequel - als man in het wit

### Televisieseries
Selectie:
- 2024-heden: Matlock - als Edwin Kingston - 18 afl.
- 2023 Painkiller - als Raymond Sackler - 6 afl.
- 2014 Bones - als Hugo Sanderson - 2 afl.
- 2013-2014 Justified – als Lee Paxton – 9 afl.
- 2013 Dallas – als dr. David Gordon – 2 afl.
- 2005-2010 Lost – als Bernard Nadler – 21 afl.
- 1994-2007 ER – als dr. Jack Kayson – 20 afl.
- 2003-2004 Married to the Kellys – als Bill Kelly – 21 afl.
- 2000-2001 Angel – als Holland Manners - 8 afl.
- 1996 Boston Common – als Wesley Butterfield – 7 afl.
- 1995 Live Shot – als Marvin Seaborne – 13 afl.
- 1992-1995 Picket Fences – als FBI agent Donald Morrell – 7 afl.
- 1986-1992 Perfect Strangers – als Sam Gorpley – 37 afl.
- 1986-1992 Growing Pains – als schoolhoofd Willis Dewitt – 10 afl.
- 1984 Mama Malone – als Stanley de omroeper – 11 afl.

- Biblioteca Nacional de España: XX5426991
- Bibliothèque nationale de France: cb14149823r (data)
- International Standard Name Identifier: 0000 0001 1900 0682
- Library of Congress Control Number: n2011024865
- Virtual International Authority File: 170111629
- WorldCat: E39PBJpYyjww3p4wxjGCvHkMT3